# Граса, Рикардо
Рикардо Кейрос де Аленкастро Граса (порт. Ricardo Queiroz de Alencastro Graça; род. 16 февраля 1997, Рио-де-Жанейро) — бразильский футболист защитник клуба «Джубило Ивата». Чемпион Олимпийских игр 2020 года в Токио.

## Биография
Граса — воспитанник клуба «Васко да Гама», а в 2016 году он был на правах аренды в португальском «Витория Гимарайнш». 27 мая 2018 года в матче против «Байи» он дебютировал в бразильской Серии A. 20 мая 2019 года в поединке против «Аваи» Рикардо забил свой первый гол за «Васко да Гама».
В 2021 году Граса в составе олимпийской сборной Бразилии стал победителем летних Олимпийских игр 2020 в Токио. На турнире он был запасным и на поле не вышел.

## Достижения
- Олимпийский чемпион (1): 2020